# BE Junior Circuit 2023
Der BE Junior Circuit 2023 (Abkürzung für Badminton Europe Junior Circuit 2023) war die 23. Auflage des BE Junior Circuits im Badminton.

## Turniere
| KW | Datum               | Veranstaltung                 | Ort                 | Kategorie                       |
| -- | ------------------- | ----------------------------- | ------------------- | ------------------------------- |
| 4  | 27. - 29. Januar    | Swedish Juniors               | Uppsala             | Junior International Series     |
| 6  | 9. - 12. Februar    | Hungarian Juniors             | Pécs                | Junior International Series     |
| 8  | 24. - 26. Februar   | Italian Juniors               | Mailand             | Junior International Challenge  |
| 9  | 1. - 5. März        | Dutch Juniors                 | Haarlem             | Junior International Grand Prix |
| 10 | 8. - 12. März       | German Juniors                | Berlin              | Junior International Grand Prix |
| 11 | 17. - 19. März      | Spanish Junior Open           | Oviedo              | Junior International Series     |
| 13 | 30. - 1. April      | Israel Juniors                | Rischon LeZion      | Junior International Series     |
| 14 | 6. - 9. April       | Alpes International           | Voiron              | Junior International Series     |
| 16 | 21. - 23. April     | Cyprus Juniors                | Nicosia             | Junior International Series     |
| 18 | 5. - 7. Mai         | Stockholm Juniors             | Stockholm           | Junior International Series     |
| 19 | 12. - 14. Mai       | 3 Borders International       | Saint-Louis         | Junior International Series     |
| 23 | 9. - 11. Juni       | Spanish Juniors               | El Campello         | Junior International Series     |
| 24 | 12. - 15. Juni      | Bulgarian Juniors             | Swilengrad          | Junior International Series     |
| 30 | 27. - 30. Juli      | All England Juniors           | Birmingham          | Junior International Series     |
| 31 | 3. - 6. August      | Bulgarian Juniors             | Pasardschik         | Junior International Challenge  |
| 34 | 24. - 27. August    | Danish Junior Cup             | Gentofte            | Junior International Series     |
| 35 | 1. - 3. September   | Irish Juniors                 | Dublin              | Junior International Series     |
| 36 | 7. - 9. September   | Polish Junior Open            | Gniezno             | Junior International Challenge  |
| 37 | 15. - 17. September | Slovenian Juniors             | Mirna               | Junior International Series     |
| 38 | 22. - 24. September | Belgian Juniors               | Herstal             | Junior International Series     |
| 40 | 7. - 8. Oktober     | Croatian Juniors              | Dubrovnik           | Junior International Challenge  |
| 41 | 11. - 15. Oktober   | German Ruhr U19 International | Mülheim an der Ruhr | Junior International Series     |
| 42 | 19. - 21. Oktober   | Denmark Juniors               | Odense              | Junior International Series     |
| 44 | 3. - 5. November    | Lithuanian Juniors            | Vilnius             | Junior International Series     |
| 45 | 10. - 12. November  | Polish Juniors                | Białystok           | Junior International Series     |
| 46 | 17. - 19. November  | Czech Juniors                 | Orlová              | Junior International            |